# Joseph Simmons
Joseph Ward Simmons (ur. 14 listopada 1964 w Nowym Jorku), znany również jako DJ Run, Joey Simmons lub Rev Run, ostatnie jest grą słów z jego religijnym tytułem „wielebny” (z ang. „reverend”) – amerykański raper, producent muzyczny oraz DJ. Jeden z założycieli hip-hopowej grupy Run-D.M.C.

## Kariera
Urodził się w Hollis w dzielnicy Queens w Nowym Jorku, jest najmłodszym z rodzeństwa Daniela „Danny” Simmonsa Jr i Russella Simmonsa, współzałożyciela Def Jam Recordings. Rozpoczął karierę dzięki swojemu starszemu bratu Russellowi, jako DJ Kurtisa Blowa. Przyjął przydomek 'Son of Kurtis Blow’ ('Syn Kurtisa Blowa’), ale później zmienił go na „Run Love”. Joseph „Run” Simmons założył Run-D.M.C. jako główny wokalista (MC) razem ze swoim przyjacielem Darrylem „DMC” McDanielsem i DJ-em Jasonem „Jam Master Jay” Mizellem. Ich muzyka była jak na tamte czasy bardzo innowacyjna i oryginalna, używali wielu rewolucyjnych stylów, szczególnie podkreślić warto pionierską pracę Jam-Master Jaya. Run zaczął używać przydomka „Rev Run” po tym jak został wyświęcony na pastora w Zoe Ministries. Jego debiut jako Rev Run nastąpił podczas gościnnego występu w piosence „Song 4 Lovers” nagranej przez brytyjską grupę wykonującą pop Liberty X we wrześniu 2005. Teledysk do tej piosenki został wyreżyserowany przez Billa Schachta dla Aestheticom.
Później wydał solowy album Distortion. Pierwszy singiel z płyty pt. „Mind On The Road” pojawił się w grze EA Sports Madden NFL 06. W „Mind On The Road” wykorzystano sample z piosenki „I Love Rock 'N Roll”.
Joseph pojawił się na scenie z Kidem Rockiem, Travisem McCoyem i dwójką jego synów podczas imprezy MTV z okazji sylwestra 2007.
W 2007 roku pojawił się razem ze swoim synem Diggym w programie Supersłodkie urodziny podczas planowania przyjęcia z okazji 16 urodzin syna Diddy’ego Quincy’ego.
Razem z całą swoją rodziną jest głównym bohaterem reality show w stacji MTV – Raperski dom Runa.

## Życie prywatne
Ożenił się z Valerie Vaughn w 1983 i miał z nią trójkę dzieci: Vanessę Simmons, Angelę Simmons i Josepha „JoJo” Simmonsa Jr. Jego drugi ślub, tym razem z Justine Simmons, miał miejsce 25 czerwca 1994. Miał z nią jeszcze trójkę dzieci: Daniela Simmonsa III, Russella „Russy” Simmonsa II i Victorię Anne, która zmarła krótko po narodzinach 26 września 2006 z powodu przepukliny pępowinowej. Para ostatecznie adoptowała córkę o imieniu Miley Justine.

## Dyskografia

### Solo
- Distortion (2005)

### Z Run-D.M.C.
Patrz: Dyskografia Run-D.M.C.